# Augen Husky
Augen Husky ist das fünfte Studioalbum des deutschen Rappers Olexesh. Es erschien am 12. September 2019 über das Frankfurter Label 385idéal.

## Entstehung und Veröffentlichung
2018 veröffentlichte Olexesh gemeinsam mit Edin das Lied Magisch. Das Lied war ein großer kommerzieller Erfolg und wurde in Deutschland mit der Platin-Schallplatte ausgezeichnet. In einem Interview mit „Deutschrap ideal“ von You FM sagte Olexesh, dass er mit Augen Husky das Ziel verfolgte, ein Album im Stil von Magisch zu schreiben, um an dessen Erfolg anzuknüpfen. Daher tritt der für Olexesh eigentlich typische Straßenrap auf Augen Husky in den Hintergrund und das Album ist bewusst melodisch gehalten.
Am 17. Mai 2019 erschien mit Barrio die erste Singleauskopplung aus dem Album. Nachdem am 28. Juni mit Feuer eine weitere Single erschienen war, kündigte Olexesh Anfang Juli 2019 das Album offiziell an und gab den Erscheinungstermin bekannt. Das Album erschien nach vier weiteren Singleauskopplungen schließlich am 12. September 2019 bei 385idéal auf digitalen Vertriebswegen. Einen Tag später erschien das Album auch auf CD sowie in verschiedenen Ausführungen als Boxset, in dem neben der CD auch eine Olexesh-Baseballcap sowie ein Trikot, das gemeinsam mit der Bekleidungsmarke Alpha Industries entworfen wurde, enthalten sind.

## Musik und Inhalt
An der Entstehung des Albums waren mehrere Produzenten beteiligt, die meisten Instrumentals stammen dabei vom Produzenten-Duo The Cratez (David Kraft, Tim Wilke) sowie von PzY (Phil Ratey), die an jeweils sechs Instrumentals mitwirkten. Weitere Produktionen stammen unter anderem von DJ Katch (Jonas Becker) und Gee Futuristic (Gerrit Wessendorf). Für die Abmischung und das Mastering war Lex Barkey zuständig.
Auf Augen Husky finden sich zahlreiche Gastbeiträge anderer Künstler. Neben Olexeshs Label-Kollegen Celo & Abdi, Nimo und Krime sind auch die Deutschrapper Calo, Azzi Memo und Kool Savas sowie der Sänger Xavier Naidoo auf dem Album zu hören. Zudem sind mit Jala Brat und Buba Corelli (Bosnien), Zack Ink (Niederlande) und A Boogie wit da Hoodie (USA) vier internationale Features auf dem Album vertreten.
Während seine früheren Alben sich musikalisch überwiegend im Bereich des Straßenraps bewegten, orientiert sich Olexesh auf Augen Husky an der Popmusik aus Lateinamerika. Vor allem die Instrumentals sind von den Latin-Musikstilen Dancehall und Reggaeton beeinflusst.

## Titelliste
| #  | Titel              | Gastmusiker                       | Produzenten                  | Länge |
| -- | ------------------ | --------------------------------- | ---------------------------- | ----- |
| 1  | Augen Husky        | Nimo                              | The Cratez                   | 2:57  |
| 2  | Barrio             |                                   | PzY                          | 3:20  |
| 3  | Benzin             | Celo & Abdi                       | DJ Katch                     | 3:37  |
| 4  | Donkey Kong        | Krime                             | Eddie Vance                  | 3:13  |
| 5  | Ouh Mädchen        | A Boogie wit da Hoodie            | PzY                          | 4:12  |
| 6  | Feuer              | Calo                              | Siesto                       | 3:31  |
| 7  | 9mm Bang           |                                   | The Cratez                   | 2:28  |
| 8  | Pures Wasser       |                                   | PzY, The Cratez              | 2:46  |
| 9  | LaLaLa             | Jala Brat, Buba Corelli, DJ Katch | DJ Katch                     | 3:19  |
| 10 | Merri              | Azzi Memo, Zack Ink               | The Cratez                   | 3:17  |
| 11 | Lass sie grinden   |                                   | The Cratez                   | 3:28  |
| 12 | Mit dir            | Kool Savas                        | DJ Katch                     | 2:47  |
| 13 | Nie mehr allein    | Xavier Naidoo                     | Leon Tiepold, Gee Futuristic | 3:20  |
| 14 | Voll auf Schweisis |                                   | PzY                          | 2:41  |
| 15 | Gasman             | Zack Ink                          | PzY                          | 3:15  |
| 16 | Best Friend        |                                   | The Cratez                   | 2:53  |
| 17 | Augen sagen alles  |                                   | DJ Katch                     | 3:05  |
| 18 | Weste nicht weiss  |                                   | PzY                          | 2:48  |

## Singleauskopplungen
Alle sieben Singleauskopplungen des Albums konnten sich in den deutschen Singlecharts platzieren. Am erfolgreichsten war dabei das Lied Barrio, das 2021 mit einer Goldenen Schallplatte für über 200.000 verkaufte Einheiten ausgezeichnet wurde.
Singles in den Charts

| Jahr | Titel       | Höchstplatzierung, Gesamtwochen, AuszeichnungChartplatzierungen (Jahr, Titel, , Platzierungen, Wochen, Auszeichnungen, Anmerkungen) | Höchstplatzierung, Gesamtwochen, AuszeichnungChartplatzierungen (Jahr, Titel, , Platzierungen, Wochen, Auszeichnungen, Anmerkungen) | Höchstplatzierung, Gesamtwochen, AuszeichnungChartplatzierungen (Jahr, Titel, , Platzierungen, Wochen, Auszeichnungen, Anmerkungen) | Anmerkungen                                                                |
| Jahr | Titel       | DE | AT | CH | Anmerkungen                                                                |
| --- | ----------- | --- | --- | --- | -------------------------------------------------------------------------- |
| 2019 | Barrio      | DE17 Gold · (13 Wo.)DE | AT35 (5 Wo.)AT | CH52 (3 Wo.)CH | Erstveröffentlichung: 17. Mai 2019 Verkäufe: + 200.000                     |
| 2019 | Feuer       | DE39 (2 Wo.)DE | — | — | Erstveröffentlichung: 28. Juni 2019 feat. Calo                             |
| 2019 | Merri       | DE59 (1 Wo.)DE | — | — | Erstveröffentlichung: 25. Juli 2019 feat. Zack Ink & Azzi Memo             |
| 2019 | Ouh Mädchen | DE38 (3 Wo.)DE | — | — | Erstveröffentlichung: 9. August 2019 feat. A Boogie wit da Hoodie          |
| 2019 | 9mm Bang    | DE30 (2 Wo.)DE | AT68 (1 Wo.)AT | CH94 (1 Wo.)CH | Erstveröffentlichung: 16. August 2019                                      |
| 2019 | Benzin      | DE49 (3 Wo.)DE | — | — | Erstveröffentlichung: 30. August 2019 feat. Celo & Abdi                    |
| 2019 | Augen Husky | DE14 (7 Wo.)DE | AT29 (3 Wo.)AT | CH34 (3 Wo.)CH | Erstveröffentlichung: 13. September 2019 feat. Nimo                        |
| Folgende Lieder erschienen nicht als Single, wurden aber durch das Album zum Download und Streaming bereitgestellt und konnten somit eine Platzierung erlangen: |             | | | |                                                                            |
| |             | | | |                                                                            |
| 2019 | Lalala      | — | AT48 (1 Wo.)AT | CH95 (1 Wo.)CH | Charteinstieg: 22. September 2019 feat. Jala Brat, Buba Corelli & DJ Katch |

## Rezensionen
Dominik Lippe vom Online-Magazin Laut.de bewertete Augen Husky mit zwei von fünf Sternen. Er lobte Olexeshs „immense Rap-Fähigkeiten“, kritisierte jedoch seine Annäherung an lateinamerikanische Musik als „Anbiederung an aktuelle Strömungen“. Er kopiere „einfach den weltweit erfolgreichen Stil“ und bemühe sich dabei nicht darum, dem Latin-Sound eine eigene Note zu geben.
Auch Michael Collins von MZEE bewertete Augen Husky eher negativ. Olexesh beschränke sich darauf, „eingängige Melodien und Musik, die sich einfach hören lässt, zu produzieren“. Dies gehe jedoch mit dem „Aufgeben einstiger Stärken“ wie etwa der authentischen Vortragsweise, die der Rapper auf seinen früheren Alben zur Schau stellte, einher. Zudem wird fehlende Abwechslung auf dem Album bemängelt. Olexesh beherrsche „sein Handwerk immer noch hervorragend, doch die Reime gehen in der inhaltlichen und musikalischen Monotonie schlichtweg unter“. Augen Husky sei „kein schlechtes Album, da es die Ansprüche der eigenen Sparte erfüllt“, es fehle jedoch ein Alleinstellungsmerkmal.
Die Süddeutsche Zeitung bezeichnete Olexeshs Zuwendung zum Latin-Sound als „seltsamen Bruch“ mit seiner bisherigen Stilrichtung. Einige Lieder auf Augen Husky seien zwar „hitverdächtig“, jedoch sei das Album insgesamt zu einseitig.

## Chartplatzierungen
Augen Husky stieg am 20. September 2019 auf Position fünf in die deutschen Albumcharts ein und konnte sich insgesamt vier Wochen in den Top 100 halten. Darüber hinaus erreichte es Rang drei der deutschen Hip-Hop-Charts, wo es sich lediglich King Lori (Loredana) und dem Spitzenreiter Trettmann (Trettmann) geschlagen geben musste. In Österreich schaffte es das Album auf Platz 13 und in der Schweiz auf Platz elf der Charts.
| ChartsChartplatzierungen | Höchstplatzierung | Wochen |
| ------------------------ | ----------------- | ------ |
| Deutschland (GfK)        | 5 (4 Wo.)         | 4      |
| Österreich (Ö3)          | 13 (2 Wo.)        | 2      |
| Schweiz (IFPI)           | 11 (3 Wo.)        | 3      |